# Propyria criton
Propyria criton là một loài bướm đêm thuộc phân họ Arctiinae, họ Erebidae.